# Apareiodon machrisi
Apareiodon machrisi är en fiskart som beskrevs av Travassos, 1957. Apareiodon machrisi ingår i släktet Apareiodon och familjen Parodontidae. Inga underarter finns listade i Catalogue of Life.